# Garde-Reserve-Korps
Das Garde-Reserve-Korps war ein Großverband der preußischen Armee im Rahmen des deutschen Heeres im Ersten Weltkrieg.

## Gliederung 1914
Das Korps war bei Kriegsbeginn der 2. Armee unterstellt und wie folgt gegliedert:
- 3. Garde-Division
  - 5. Garde-Infanterie-Brigade
  - 6. Garde-Infanterie-Brigade
  - Garde-Reserve-Ulanen-Regiment
  - 3. Garde-Feldartillerie-Brigade
  - 1. Kompanie/Pionier-Bataillon Nr. 28
- 1. Garde-Reserve-Division
  - 1. Garde-Reserve-Infanterie-Brigade
  - 15. Reserve-Infanterie-Brigade
  - Garde-Reserve-Dragoner-Regiment
  - Garde-Reserve-Feldartillerie-Brigade
  - 2. und 3. Kompanie/Pionier-Bataillon Nr. 28
- Korpstruppen:
  - II. Abteilung/Garde-Fußartillerie-Regiment
  - Feld-Flieger-Abteilung Nr. 45

## Geschichte

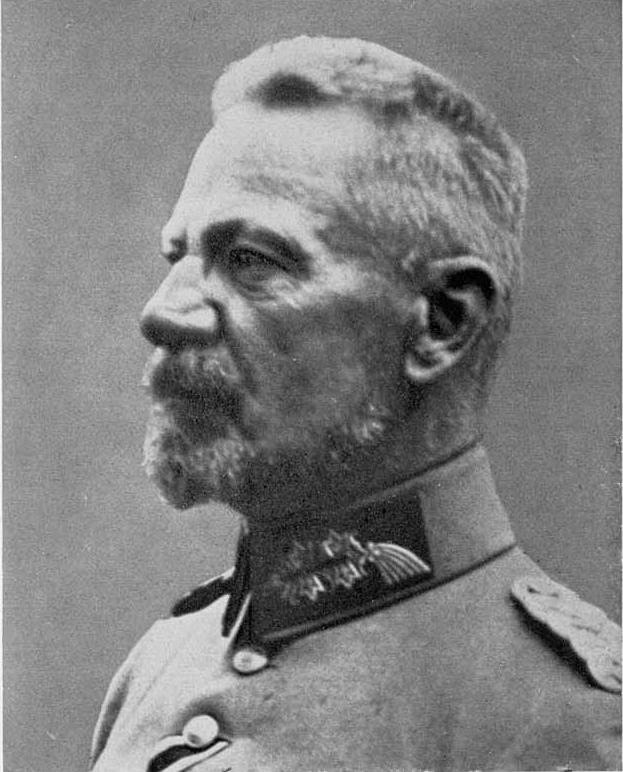
Max von Gallwitz

Bei der Mobilmachung zu Beginn des Ersten Weltkriegs wurde das Garde-Reserve-Korps am 2. August 1914 aufgestellt. Das Korps unterstand dem kommandierenden General der Artillerie Max von Gallwitz und wurde der 2. Armee in zweiter Linie an die Westfront nachgeführt. Chef des Stabes war Oberst Paul von Bartenwerffer, die zugeteilte 3. Garde-Division führte Generalleutnant Henning von Bonin (1856–1923), die 1. Garde-Reserve-Division wurde von Generalleutnant Viktor Albrecht befehligt. Während das Gardekorps bis 12. August im Raum Malmedy aufmarschierte, vollzog dahinter das Garde-Reserve-Korps seine Ausladung zwischen dem 11. und 14. August bei Blankenheim, Stadtkyll und Hillesheim in der Eifel. Nach dem Grenzübergang bei Stavelot erreichte das Korps bis zum 16. August die Ourthe bei Bomal und Durbuy.
Dem vorangegangenen Gardekorps folgend, gelangte es auf seinem Durchmarsch durch die belgische Provinz Wallonien am 20. August nach Andenne, wo die 1. Garde-Reserve-Division unmittelbar hinter den abziehenden Belgiern die Maas überschritt. Dort fand nach vermeintlichen Feuerüberfällen belgischer Zivilisten eines der schwersten Massaker dieser Kriegsphase an der Zivilbevölkerung statt. Die Täter beriefen sich in den Leipziger Prozessen 1920 auf den ausdrücklichen Befehl General von Gallwitz’, der die Bildung von Standgerichten bei Waffenfunden angeordnet hatte. Die 3. Garde-Division bestritt vom 20. bis 24. August erste Kämpfe gegen die auf dem Rückzug befindlichen belgischen Truppen im Gefecht bei Hingeon, wo ein belgischer Gegenangriff den Vormarsch aufhielt, und am Fort de Cognelée. Damit erreichte das Korps Namur und begann mit dem Einschluss der Festung, deren langwierige Belagerung man befürchtete. Das Garde-Reserve-Korps zernierte mit der 1. Garde-Reserve-Division am Nordufer der Maas von Norden, das nachfolgende XI. Korps übernahm mit der 22. Division den Angriff südlich der Maas. Zwischen dem 22. und 24. August begann mit der Beschießung der eigentliche Angriff auf die Festung. Die Deutschen drangen in die Forts Lognelee, Marchovelette und de Cognelée ein. Die Besatzung (belgische 4. Division) entschloss sich, über den einzigen noch freien Wege nach Mariembourg in südwestlicher Richtung auszubrechen. Am 24. August fielen weitere Forts: Maizeret, d’Emines, d’Andoy, Malonne, d’Héribert; am 25. August übergaben die Belgier auch die Forts de Dave und Suarlée. Nach dem unerwartet raschen Ende der Belagerung von Namur wurden die beiden freigewordenen Korps zur Verstärkung der 8. Armee nach Ostpreußen transportiert, wo die Schlacht bei Tannenberg begonnen hatte, in der die aus dem Westen abgezogenen Verstärkungen aber nicht mehr zum Einsatz kamen.
Am 5. September 1914 marschierte das Garde-Reserve-Korps am linken Flügel der 8. Armee im Raum Preußisch Eylau auf und ging am folgenden Tag auf Dommau und am 7. September bis Friedland vor. Während der Schlacht an den Masurischen Seen sicherte das Korps zusammen mit der Festungsdivision von Königsberg im Norden der Schlachtfront an der Alle und stieß über Allenburg auf die Ilme vor.
Zur Entlastung der Österreicher wurde das Garde-Reserve-Korps am 20. September im Verband mit der neu aufgestellten 9. Armee an die schlesische Grenze verlegt. Das Korps wurde westlich von Kattowitz ausgeladen; gleichzeitig war auch das XX. Armee-Korps mit seiner Vorhut in Tschenstochau eingetroffen; dahinter folgten die Truppen des XVII. Armee-Korps. Ende September wurde unter Generaloberst von Hindenburg die Schlacht an der Weichsel eröffnet. Aus dem Raum Tschenstochau rückte General von Gallwitz nördlich der Łysa Góra nach Osten zur Weichsel vor. Das Garde-Reservekorps schwenkte am 30. September mit der 3. Garde- und der 1. Garde-Reserve-Division über Kielce auf Ostrowiec nach Südosten ab. Am 4. Oktober unterstützte die südliche Gruppe Gallwitz (XX. Armeekorps und Garde-Reserve-Korps) durch ihren Entlastungsangriff bei Radom das XI. Armee-Korps (Plüskow) und die k.u.k 1. Armee (Dankl) in ihren Abwehrgefechten gegen die russischen Angriffe bei Opatow. Am 8. Oktober eröffnete General Gallwitz den Angriff auf die Festung Iwangorod. Ab dem 13. Oktober ging die russische 5. Armee bei Góra Kalwaria auf das westliche Weichsel-Ufer über und marschierte im südwestlichen Vorfeld Warschaus auf. Wegen der Bedrohung im Rücken mussten die deutschen Kräfte nach Norden ausweichen und die schwer bedrängte Front bei Iwangorod den Österreichern überlassen. Zwischen dem 22. und 28. Oktober 1914 kämpfte die Gruppe Gallwitz an der Pilica und wurde dort von russischen Verstärkungen zum Rückzug gezwungen.
Nach der Verlegung der 9. Armee nach Thorn musste das Garde-Reserve-Korps zur Sicherung des von den Russen bedrohten schlesischen Industriegebietes im Raum Tschenstochau an der Warthe zurückbleiben. Das Korps war jetzt der neu aufgestellten Armeeabteilung Woyrsch unterstellt, als nördlicher Nachbar sicherte das Landwehrkorps die Front, südlicher Nachbar war das bei Zarki nach Süden anschließende k.u.k. II. Korps unter General Johann von Kirchbach. Infolge der Verlegung der k.u.k. 2. Armee in den Raum Nowo-Radomsk wurde auch das Generalkommando des Korps Mitte Dezember 1914 mit der 1. Garde-Reserve-Division bei den Abwehrkämpfen im Raum Petrikau und im folgenden Stellungskrieg an der Rawka und Bzura verwendet.
Nach dem Abtransport der 3. Garde-Division zur deutschen Südarmee in die Karpaten war das Generalkommando des Garde-Reserve-Korps praktisch aufgelöst. Am 9. Februar 1915 etablierte sich stattdessen an der Rawka-Bzura-Linie die „Armeegruppe Gallwitz“, sie unterstand direkt dem Oberbefehlshaber Ost und wurde im Sommer 1915 während der Narew-Offensive zur 12. Armee umbenannt.
Ein neues Garde-Reserve-Korps unter General der Kavallerie Wolf  Marschall von Altengottern wurde im April 1916 an der Westfront aus dem früher an der Ostfront aufgelösten „Korps Marschall“ neu gebildet. Dieses übernahm zunächst im Abschnitt der 6. Armee den Befehl im Raum Arras nördlich der Scarpe und griff Ende Juli 1916 im Raum Barleux in die Schlacht an der Somme ein. Später am linken Flügel des XIV. Reserve-Korps (Gruppe Stein) südlich der Ancre im Raum Thiepval positioniert, war der Gruppe Marschall die 4. Garde-Division und die 1. Garde-Reserve-Division unterstellt. Die Aufgabe des Generalkommandos, das im Herbst 1916 unter der Bezeichnung Gruppenabschnitt B im Abschnitt der 1. Armee eingesetzt war, bestand darin, den britischen Durchbruch auf Bapaume zu verhindern.
Anfang Mai 1917 übernahm das Garde-Reserve-Korps während der Schlacht von Arras den bedrängten Abschnitt der Gruppe Queant, sie löste dabei das XIV. Reserve-Korps ab, welches die Führung der weiter nördlich stehenden Gruppe Arras übernahm. Dem Korps war bei diesen Kämpfen die 3. Garde-Division, die 2. Garde-Reserve-Division und die 9. Reserve-Division unterstellt. Der Angriff am 3. Mai steigerte sich zu einem so genannten „Großkampftag“, dabei konnten die Briten und Australier in die deutschen Stellungen bei Riencourt und Bullecourt eindringen.
Im Sommer 1917 beteiligte sich das Garde-Reserve-Korps an den Kämpfen im Wytschaete-Bogen und im Herbst an der Dritten Flandernschlacht. Nach kurzfristiger Ablösung des XIV. Armeekorps im Kommando der "Gruppe Dixmuide" etablierte sich das Korps Marschall ab 13. Oktober 1917 zwischen Houthulster Wald und Passchendaele als "Gruppe Staden" und organisierte zusammen mit der "Gruppe Ypern" (Gen. Kdo. Gardekorps) die Verteidigung der wichtigen Flandern-Stellung.
Im April 1918 wurde das Korps in der deutschen Frühjahrsoffensive eingesetzt und war im Abschnitt der 6. Armee in der Schlacht an der Lys beteiligt.

## Kommandierender General
| Dienstgrad             | Name                                            | Datum                                                           |
| ---------------------- | ----------------------------------------------- | --------------------------------------------------------------- |
| General der Artillerie | Max von Gallwitz                                | 2. August 1914 bis 9. Februar 1915                              |
| General der Kavallerie | Wolf Rudolf Freiherr Marschall von Altengottern | 18. April 1916 bis 23. November 1918                            |
| Generalleutnant        | Rudolf Rusche                                   | 24. November bis 21. Dezember 1918 (mit der Führung beauftragt) |